# Dachausmittlung

Grat-, Kehl- und Firstlinien eines Daches im Grundriss

Höhenlinien als Schnitt des Daches mit einer geeigneten horizontalen Ebene

Unter Dachausmittlung versteht man im Bauwesen die geometrische Festlegung einer Dachform und ihrer Schnittlinien (Traufe, Ortgang, First, Grat, Verfallung, Kehle) über dem gegebenen Grundriss. Sie ist u. a. für den ausführenden Zimmerer die Grundlage für die konstruktive Ausbildung des Dachs. Praktisch notwendig ist hierbei die Ermittlung der wahren Länge der Grate und Kehlen, da diese als dreidimensionale, geneigt verlaufende Gebilde in der zweidimensionalen Draufsicht verkürzt erscheinen.
Die verschiedenen Vorgehensweisen ein Dach auszumitteln und die daraus sich ergebende fertige Dachausmittlung ergeben sich aus der Geometrie des Grundrisses, der Höhe beziehungsweise den Höhen und Überständen der Traufen und den Dachneigungen.
Haben alle Dachflächen eines Daches die gleiche Dachneigung und die gleiche Traufhöhe, dann spielt die Dachneigung für die Dachausmittlung keine Rolle, da alle Dachverschneidungslinien (Grate, Kehlen und Firste) entweder in der Winkelhalbierenden oder parallel zu den jeweils dazugehörenden Traufen verlaufen.
Unterschiedliche Traufhöhen und Dachneigungen erfordern jedoch eine vorhergehende zeichnerische oder rechnerische Ermittlung einer oder mehrerer Höhenlinien.
In Büchern über Darstellende Geometrie werden Dachausmittlungen und Böschungsflächen unter dem Oberbegriff kotierte Projektionen behandelt.

## Durchführung der Dachausmittlung
1. Wähle die Höhe einer Ebene so, dass die Höhenlinien im Grundriss einen Abstand von der Trauflinie hat, der kleiner als das kleinste Grundmaß ist. (z. B. Auf der Abbildung rechts und unten Mitte ist das kleinste Grundmaß, der Abstand von der Anbautraufe bis zum Anbaufirst). Bei gleicher Dachneigung und gleicher Traufhöhe haben Höhenlinien überall den gleichen Abstand von der Trauflinie.
2. Zeichne die Höhenlinien für jede Dachfläche in den Grundriss.
3. Schneide die Höhenlinien benachbarter Dachflächen und verbinde die Schnittpunkte mit den zugehörigen Ecken des Traufpolygons. Dadurch erhält man die Grat- und Kehllinien. Bei gleicher Dachneigung sind Grat- und Kehllinien  Winkelhalbierenden der zugehörigen Traufkanten. Treffen sich bei Walmdächer zwei Schnittlinien (z. B. Grat mit Grat, oder Grat mit Kehle, oder Kehle mit First) entsteht ein Anfallspunkt an dem immer ein Richtungswechsel stattfindet.
4. Schnittpunkte von benachbarten Gratlinien an Schmalseiten ergeben die Endpunkte der Firstlinie.
5. Die Firstlinien ergeben sich, indem man gegenüberliegende Dachflächen schneidet. Endpunkte der Firstlinie ergeben sich aus den Schnittpunkten mit den übrigen Grat- sowie mit den Kehllinien.
6. Liegen Traufen unterschiedlich hoch, so können Hilfslinien auf der Höhe der benachbarten Traufen eingetragen werden, anhand derer sich die Dachausmittlung wie gewöhnlich vornehmen lässt. Das heißt, man legt mit dem Grundmaß, das sich aus dem Höhenunterschied einer Traufe bis zur benachbarten Traufe ergibt, parallel zur tiefer liegenden Traufe eine Höhenlinie im Grundriss an. Schneidet die Höhenlinie mit der benachbarten Trauflinie und erhält einen Anfallspunkt von einer Gratlinie bei einer ausspringenden Traufecke (wie z. B. beim  Krüppelwalm) oder einen Anfallspunkt von einer Kehllinie bei einer einspringenden Traufecke (wie z. B. beim Anbau). Siehe Abbildungen unten
7. Die wahre Gestalt einer bestimmten Dachfläche erhält man durch Drehen der Dachfläche um die Traufkante in die Zeichenebene. Der wahre Abstand eines Punktes von der Traufkante ergibt sich als Hypotenuse des zugehörigen Stützdreiecks.

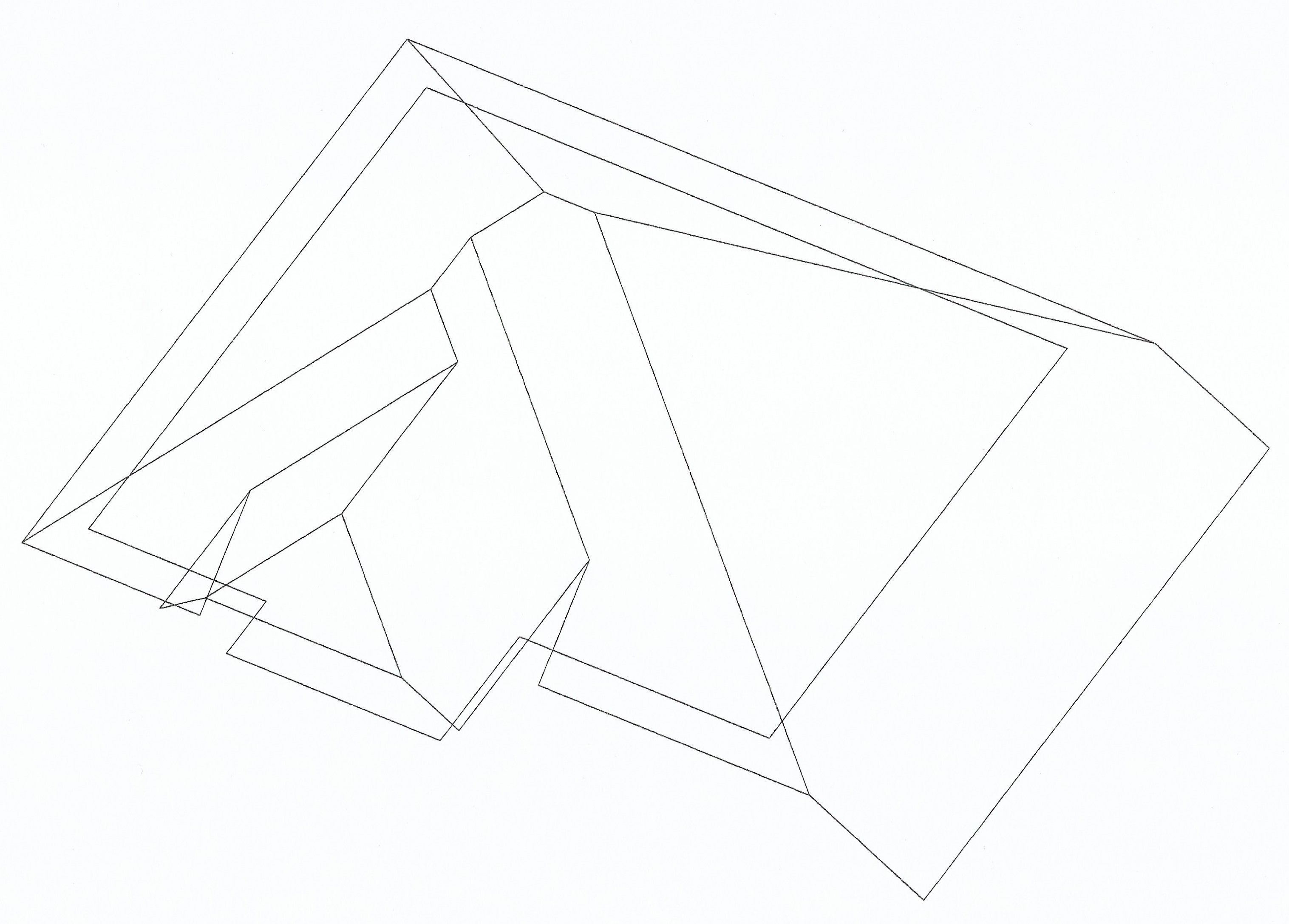
3D-Ansicht

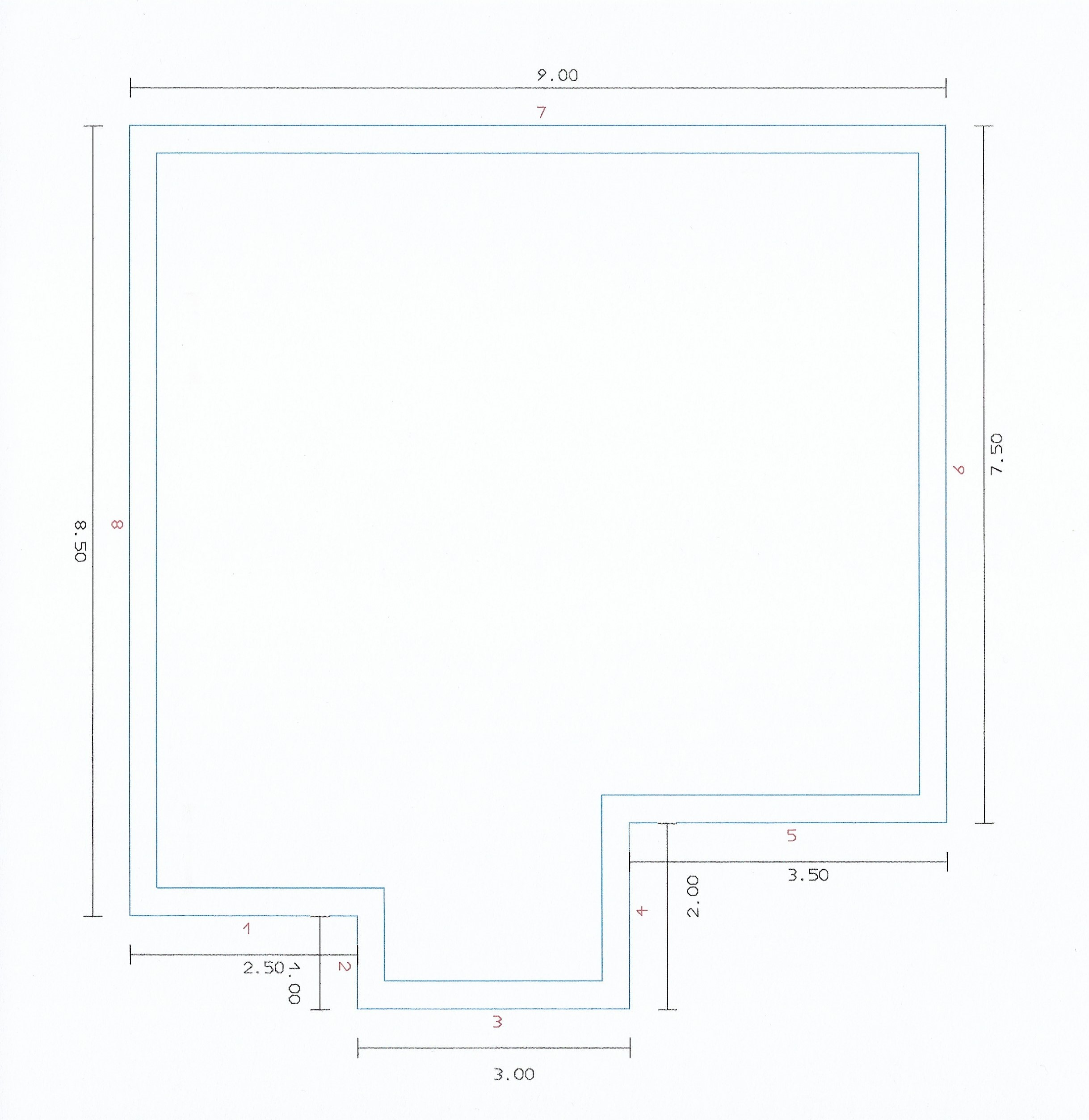
Grundriss

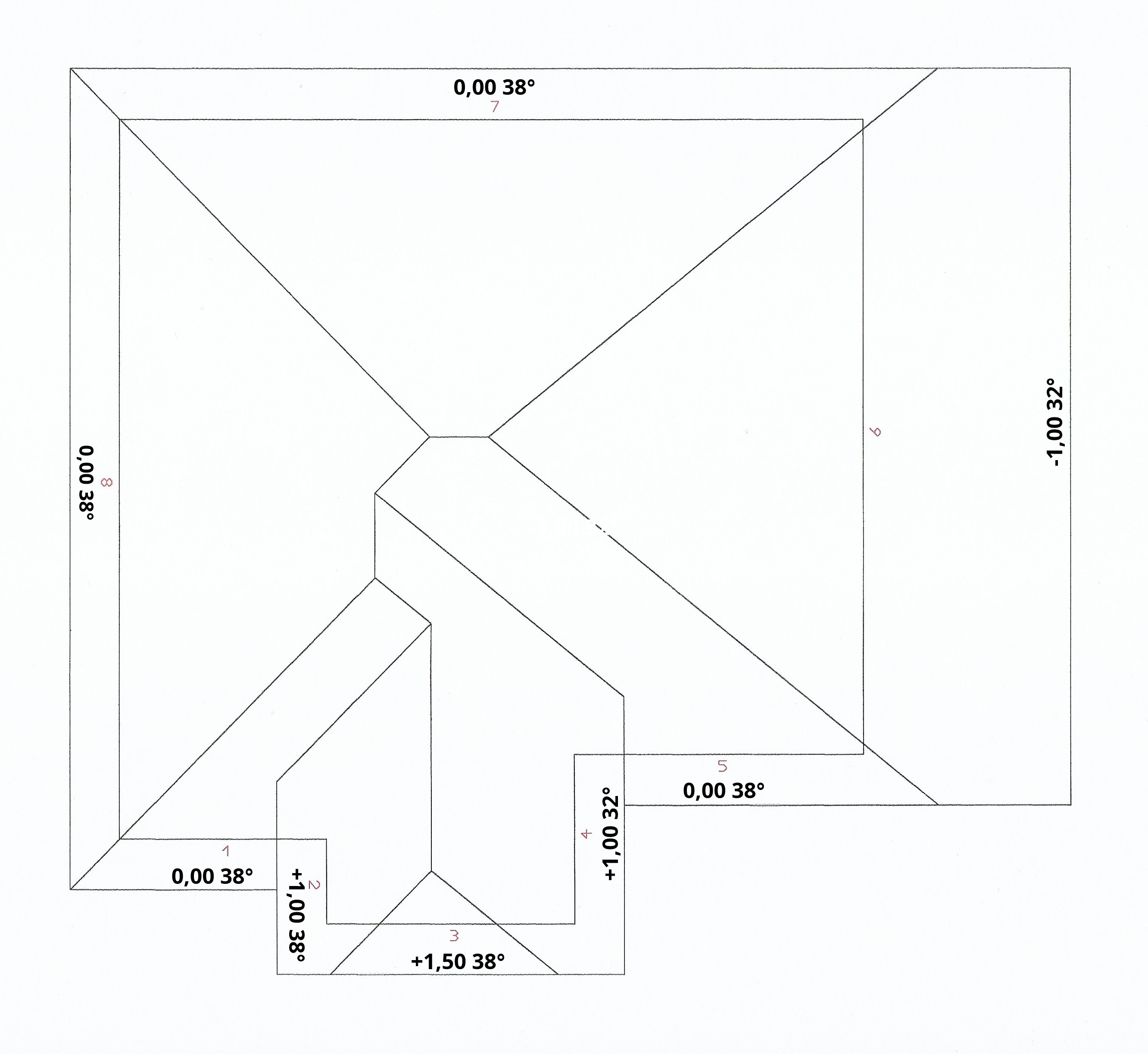
Dachausmittlung mit Krüppelwalm, unterschiedlichen Traufhöhen und Dachneigungen.

Dachausmittlung: Bestimmung von Grat-, Kehl- und Firstlinien, sowie der wahren Gestalt einer Dachfläche. Vorgabe: Traufkantenpolygon, sowie die Neigungen der Dachflächen

Das Traufkantenpolygon und die Dachneigungen der einzelnen Dachflächen sind vorgegeben

Beim komplexeren Beispiel auf der Abbildung rechts denkt man sich einzelne Teile des Traufkantenpolygons herausgelöst und bestimmt für den dann vereinfachten Fall nach der oben beschriebenen Methode Grat- und Kehllinien. Anschließend werden diese durch die schon bekannten Linien beschnitten. Z.B. löst man den Anbau in der linken oberen Ecke heraus und bestimmt die Gratlinien des dann einfachen rechtwinkligen Dachteiles.